# Fedőneve: Takarító
A Fedőneve: Takarító (eredeti cím: Code Name: The Cleaner) 2007-ben bemutatott amerikai akcióvígjáték, melyet Les Mayfield rendezett. A főbb szerepekben Cedric the Entertainer, Lucy Liu, Callum Keith Rennie, Nicollette Sheridan és Mark Dacascos látható.
Az Amerikai Egyesült Államokban 2007. január 5-én bemutatott film jegyeladási és kritikai szempontból is megbukott.

## Cselekmény
Jake Rogers egy ismeretlen hotelszobában ébred, mellette egy halott FBI-ügynökkel és egy készpénzzel teli bőrönddel. A férfi semmire sem emlékszik, ezért a pénzzel együtt elmenekül. A kiérkező rendőröktől egy Diane nevű vonzó nő menti meg, aki azt állítja, ő a férfi felesége. Elviszi egy fényűző villába, mely állítólag Jake tulajdonában van. Itt azonban Diane és egy orvos igazságszérummal akarják kivallatni, ezért Jake sietősen távozik egy lopott sportkocsival.
Jake – néhány villanásnyi emlékképe miatt – egyre inkább azt hiszi magáról, hogy titkos bevetéseken részt vevő, magasan képzett ügynök. Nemsokára találkozik egy Gina nevű pincérnővel, aki ismét újabb részleteket oszt meg vele: Jake nem ügynök, hanem egy videójátékokat gyártó cégnél takarít. Mint később kiderül, a férfi ügynöki tevékenységével kapcsolatos emlékképeit is egy videójáték okozta.
Jake nyomozni kezd az ügyben, mely során a videójáték-cég összeesküvésére derül fény. A valóban titkos ügynökként dolgozó Gina segítségével felgöngyölíti az ügyet és végül az FBI soraiba is felveszik – a film végén pedig Gina felveti egy randevú lehetőségét is.

## Szereplők
| Szerep           | Színész                | Magyar hang          |
| ---------------- | ---------------------- | -------------------- |
| Jake Rogers      | Cedric the Entertainer | Király Attila        |
| Gina             | Lucy Liu               | Kökényessy Ági       |
| Shaw             | Callum Keith Rennie    | Csík Csaba Krisztián |
| Diane            | Nicollette Sheridan    | Kubik Anna           |
| Eric Hauck       | Mark Dacascos          | Posta Victor         |
| Jacuzzi          | Niecy Nash             | Sági Tímea           |
| Ronnie           | DeRay Davis            | Barabás Kiss Zoltán  |
| Riley            | Will Patton            | Háda János           |
| Dr. Soames       | Kevin McNulty          | Kajtár Róbert        |
| öreg motoros     | Beau Davis             |                      |
| Charlie          | Bart Anderson          |                      |
| Crane            | Tom Butler             | Áron László          |
| Simon, komornyik | Robert Clarke          | Albert Gábor         |

## Fogadtatás
A 20 millió dollárból készült film Észak-Amerikában 8,1 millió, míg a többi területen 2,2 millió dolláros bevételt termelt. Összbevétele így a költségvetésének mindössze fele, 10,3 millió dollár lett.
A film negatív kritikákat kapott. A Rotten Tomatoes weboldalon 82 kritikus véleményét összegezve 4%-os értékelésen áll. A szöveges összefoglaló szerint „a Fedőneve: Takarító egy gyenge akciófilm/vígjáték, amely a gyenge, elcsépelt poénok és a giccses harcművészeti jelenetek között ingadozik.”
A 28. Arany Málna-gálán Nicollette Sheridant jelölték a legrosszabb női mellékszereplő díjra.

## Fordítás
- Ez a szócikk részben vagy egészben  a   Code Name: The Cleaner című angol Wikipédia-szócikk ezen változatának fordításán alapul.  Az eredeti cikk szerkesztőit annak laptörténete sorolja fel. Ez a jelzés csupán a megfogalmazás eredetét és a szerzői jogokat jelzi, nem szolgál a cikkben szereplő információk forrásmegjelöléseként.